# 青年学派

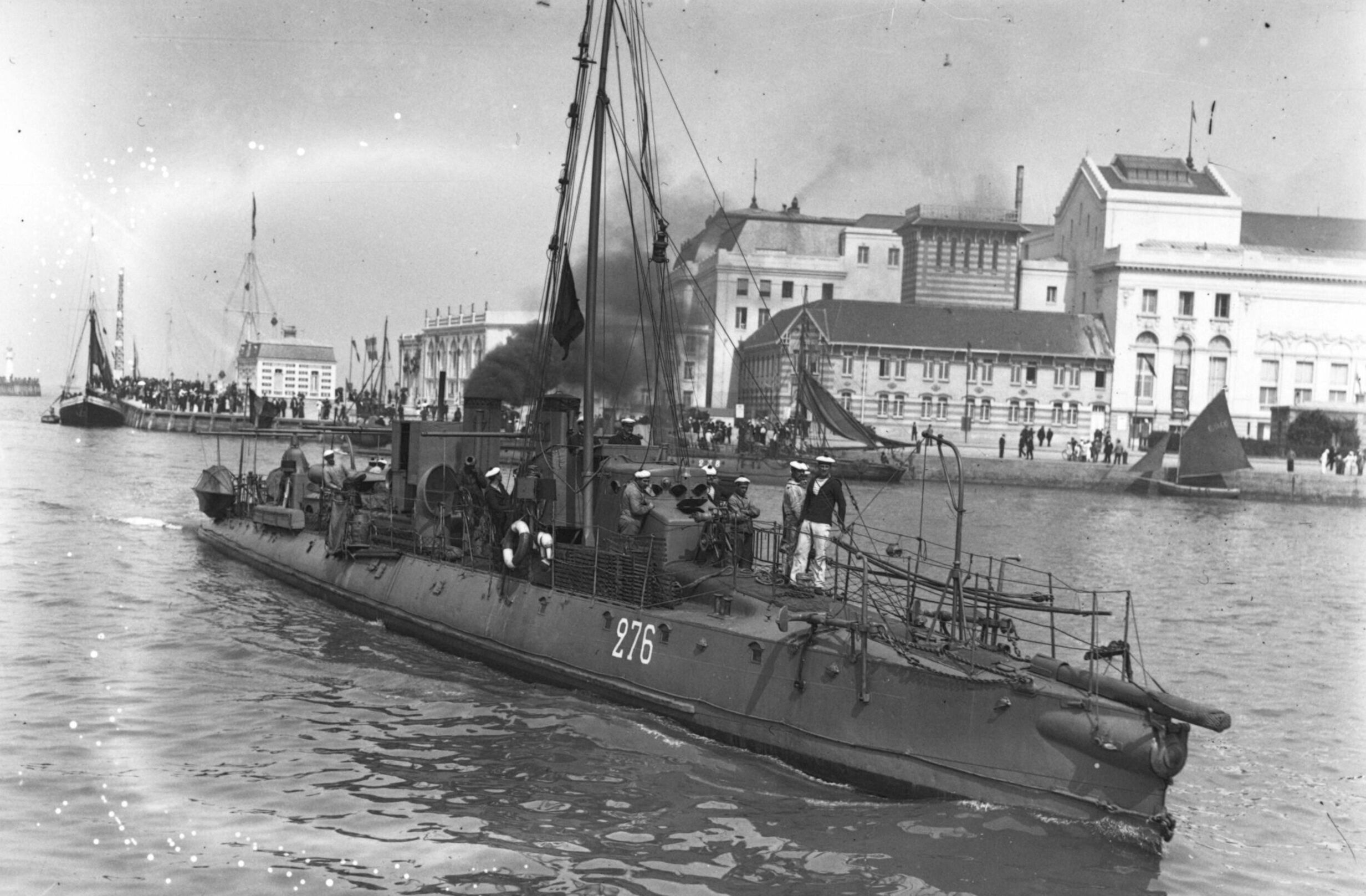
フランスの魚雷艇

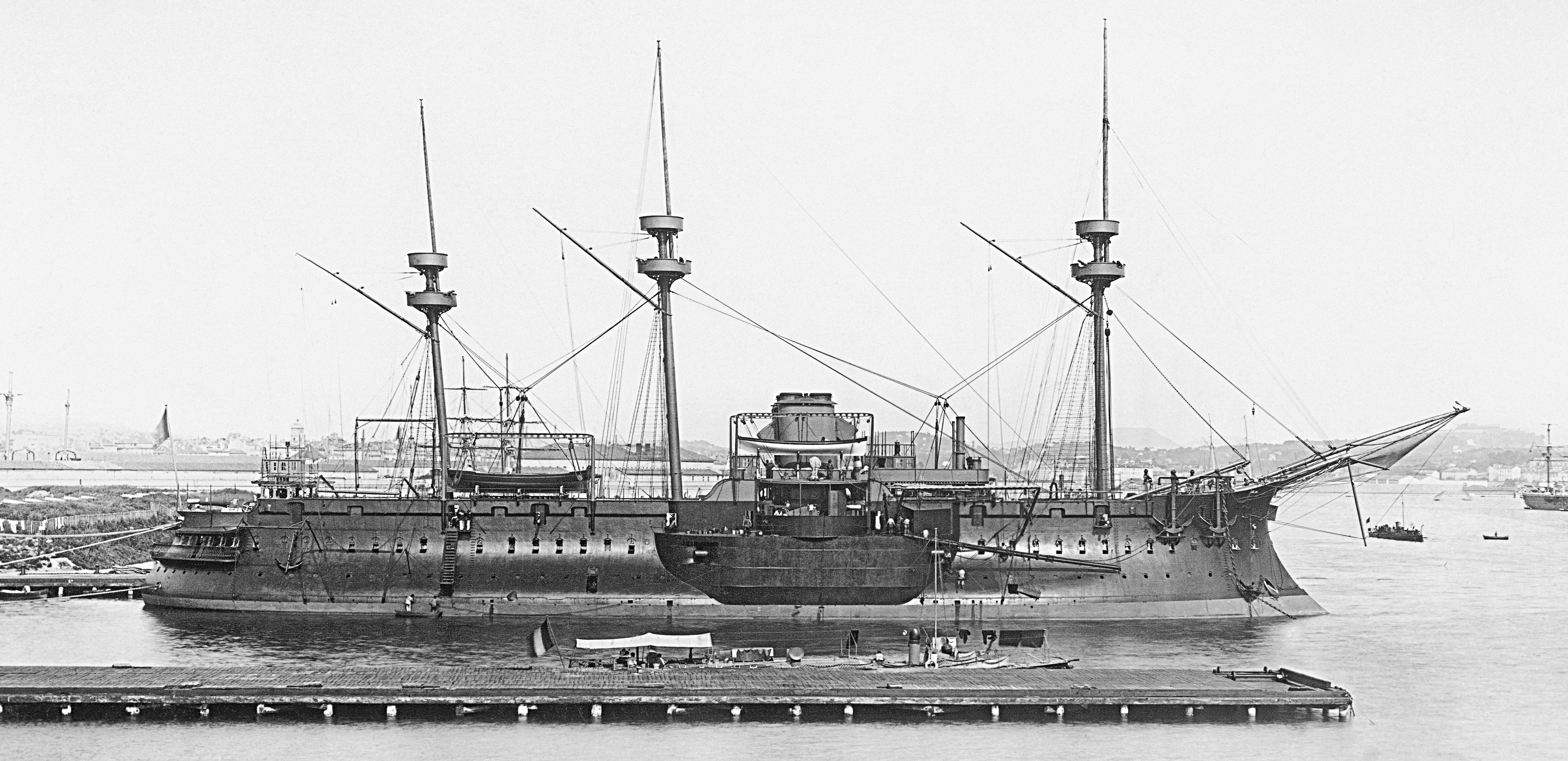
仏装甲艦ルドゥタブル

青年学派（仏語：Jeune École）は、19世紀半ばにフランスで提唱された海軍戦略思想である。

## 戦艦に対抗する小型艦

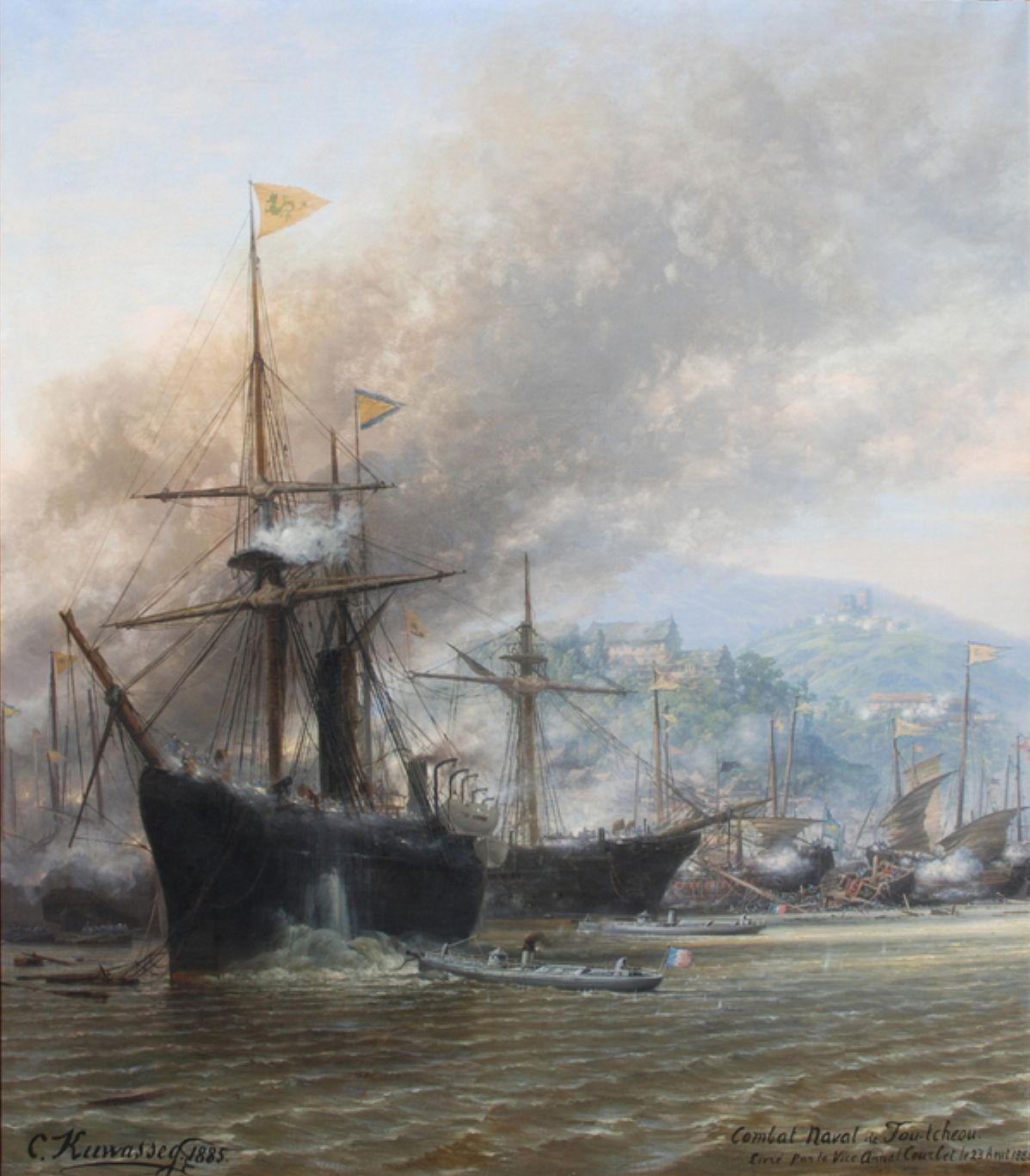
清仏戦争の馬江沖海戦で福建艦隊旗艦揚武に肉迫攻撃するフランス海軍の外装水雷艇46号。Charles Kuwasseg画、1885年

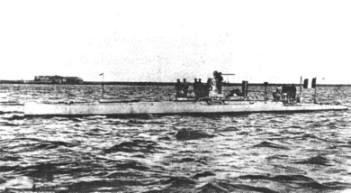
1900年のフランス潜水艦Narval

1820年代にアンリ=ジョセフ・ペクサン（Henri-Joseph Paixhans）は炸裂弾を発射可能な艦砲であるペクサン砲を開発したが、この強力な砲を多数の小型蒸気軍艦に搭載することにより、より大型の戦列艦を破壊できると考えた。またアメリカ南北戦争における南軍の私掠船「アラバマ」（CSS Alabama）の活躍は、通商破壊の有効性を示すものであった。
青年学派の祖とも言えるフランス海軍のグリヴェル大佐（Louis-Antoine-Richild Grivel、1827年-1883年）は、1869年に出版した本で新兵器の開発と通商破壊が対英国の戦略として有効であると発表した。この考えは後は青年学派の指導的立場となったテオフィル・オーブ提督に引き継がれた。オーブは戦争の目的は「敵に最大限の苦痛を与えること」であり「敵艦隊を撃滅することは重要ではない」としたが、これは従来の考えと全く異なるため、彼の一派はJeune École（英語に直訳するとyoung school）と呼ばれることとなる。
すでに水雷や外装水雷艇は実現しつつあり、また自走式の魚雷の発明により、理論はさらに精巧なものとなった。オーブ提督は1882年に『海軍の戦争とフランスの軍港（"La guerre maritime et les ports militaires de la France"）』と題する38ページのパンフレットを出版した。この中で彼は「新技術の開発、例えば魚雷を用いることにより、敵の海上封鎖を無効化できる。従って、戦艦を作るよりも、海岸線を守るために多くの水雷艇、沿岸警備艦、体当たり艦等の小艦艇を持つべきである。攻撃に関しては、巡洋艦を用いた通商破壊を行うべきで、何れの場合でも、高速の艦艇が必要である」と主張した。1883年-1885年の清仏戦争におけるフランス海軍の勝利は、従来の海軍に対する水雷艇の可能性を実証するものと思われた。
やがて青年学派は、政治家やマスコミも巻き込んだ論争となっていった。記者のガブリエル・シャルム（Gabriel Charmes）は1884年から1885年にかけて政治紙にこの理論を紹介する記事を書いたが、彼は水雷艇を貧者の武器とし、対置する戦艦を保守的な王党派の象徴として、青年学派を共和主義と結び付けて海軍内の王党派を攻撃した。オーブが本来提唱していた理論では水雷艇と巡洋艦だけでなく戦艦も海軍の構成要素として欠かせなかったが、シャルムと急進的共和主義者は単純化して戦艦の全廃と水雷艇と巡洋艦のみの編成を唱えた。産業の観点から見ると戦艦の建造は大量の装甲板を供給する鉄鋼業と巨大な造船所が必要であり、急進的共和派は戦艦への攻撃をこれらを所有する実業家への攻撃に結び付けた。1886年1月7日にオーブは海軍大臣に任命されたが、これは彼の思想が認められたと言うよりは、イデオロギー闘争に利用するための共和派による政治判断であった。海軍大臣となったオーブは早速彼の思想の実現を試みた。1861年2月にはシェルブールからジブラルタル海峡を廻ってトゥーロンまで水雷艇を航海させたが、全長33m程度の水雷艇では外洋を航行するのは困難であった。同年5月と6月には、8隻の戦艦からなる攻撃側を、20隻余の水雷艇（3隻の巡洋艦と1隻の海防戦艦が支援）で阻止する演習が行われた。攻撃側はツーロンを艦砲射撃することには成功したが、大半が撃沈判定を受けた。これにより、大型艦による近接封鎖が不可能であることが証明された。同年12月、オーブは、「(1) 戦艦は全てツーロンに配備し地中海ではイタリア海軍に対して攻勢に出る、(2) 英仏海峡では守勢に徹する、(3) 大西洋において通商破壊を実施する」と戦略を変更した。
フランスはまた、潜水艦の開発にも熱心であった。これもまた、イギリス海軍に戦艦の数で劣るところを、技術開発で対抗しようとするものであった。海軍大臣就任後3ヶ月目に、オーブは最初の電池推進潜水艦である「ジムノート」の建造を認めた。20世紀の初めまでに、フランス海軍は「疑いなく実用的な潜水艦戦力を有した最初の海軍」となった。
19世紀末まで、フランス海軍はこの戦闘システムの最も強力な支持者であった。しかし1898年のファショダ事件において、青年学派に基づくフランス海軍は戦艦の不足からこのような海上危機においてイギリス海軍に対抗できないと示され、1900年には新たな戦艦の建造を含む従来型の艦隊の建設が認められた。しかし、1902年にカミーユ・ペルタン（Camille Pelletan）が海軍大臣に就任すると、再び青年学派は復活した。この思想が捨てさられたのは日露戦争で戦艦の有用性が確認されたかなり後であったが、結果としてフランス海軍は戦艦数においてドイツにも劣ることとなり、第一次世界大戦でもほとんど活躍できなかった。

## 水雷艇への対抗策
水雷艇の発達とともに、これに対抗して、大型艦を守る試みも着手された。まず1880年代中盤より、水雷艇を撃攘しつつ自らも敵艦に雷撃を敢行しうる高速・軽快な艦として、スペイン海軍の「デストラクター」（Destructor）を端緒とする水雷砲艦（Torpedo gunboat）や水雷艇捕獲艦（Torpedo boat catcher）が建造された。しかしこれらは、従来の水上戦闘艦の延長線上であったことから船体構造が過重であり、また軽量大出力の適切な機関が得られなかったことから所期の速力を達成できず、その後の進化に繋がることはなかった。
その後、1890年代中盤より、イギリス海軍は「ハヴォック」を端緒として水雷艇駆逐艦（Torpedo boat destroyer）の整備に着手した。これは水管ボイラーの発明に伴う軽量高出力機関の実用化を背景として、船体構造・機関ともに水雷艇をベースとして拡大強化するアプローチによって、大型の艦型による優れた航洋性と高速力を両立させたものであり、水雷艇を撃攘するための速射砲と、自らも敵艦に雷撃を敢行するための水雷兵器を備えていた。このコンセプトは成功を収め、後の駆逐艦の礎となった。

## 通商破壊

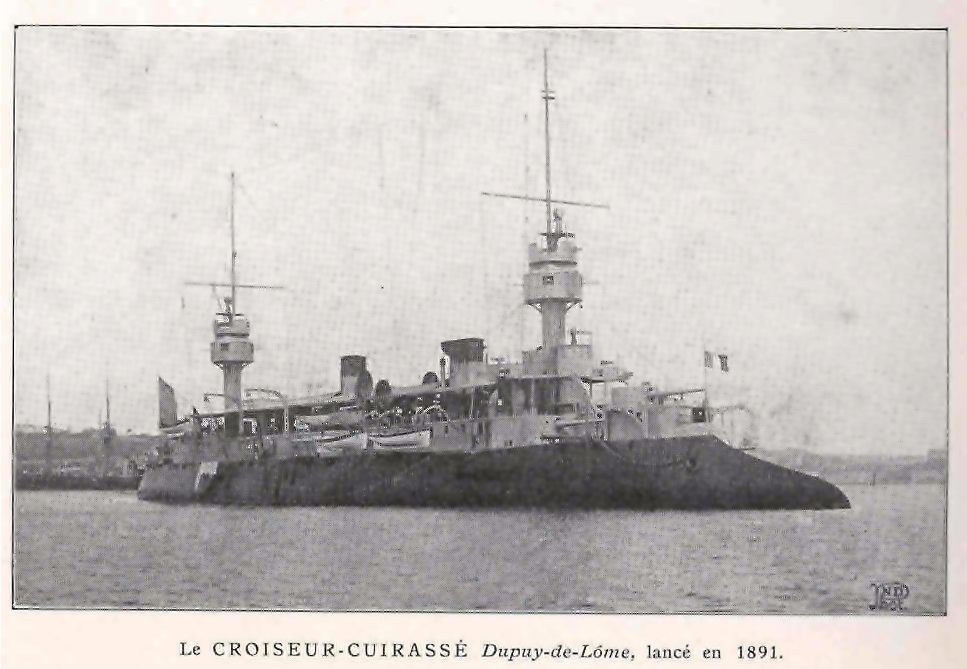
世界初の装甲巡洋艦であるフランス海軍のデュピュイ・ド・ローム

青年学派の他の構成要素は、敵の通商と経済を縮小させるために一般商船を攻撃する通商破壊であり、これも英国への対抗戦術として考えられた。
23ノットの速力を誇り、敵海軍の船団護衛艦との近接戦闘でも戦闘能力を喪失し難い、デュピュイ・ド・ロームのような装甲巡洋艦がこの目的のために設計され、1888年に着工されている。

## 影響
青年学派は、自軍の戦艦戦力が弱体である場合の対応策として、19世紀の弱小海軍の発展に特に影響を与えた。大日本帝国海軍は、ルイ＝エミール・ベルタンの影響により、青年学派に基づいて整備された艦隊で日清戦争を戦い、勝利した。

## 参考資料
- Howe, Christopher (1996). The origins of Japanese Trade Supremacy, Development and technology in Asia from 1540 to the Pacific War. The University of Chicago Press ISBN 0-226-35485-7.
- Roksund, Arne. The Jeune École: The Strategy of the Weak. Leiden: Brill, 2007. ISBN 978-90-04-15273-1.
- Gardiner, Robert, and Lambert, Andrew (Eds.). Steam, Steel and Shellfire: The steam warship 1815–1905. Conway's History of the Ship, ISBN 0-7858-1413-2.
- Theodore Ropp: The Development of a Modern Navy: French Naval Policy 1871–1904. Ed.: Stephen S. Roberts, Annapolis, Md., Naval Institute Press, 1987 (Harvard University dissertation from 1937).
- (de/fr) Volkmar Bueb: Die "Junge Schule" der französischen Marine. Strategie und Politik 1875–1900, Harald Boldt Verlag, Boppard am Rhein, 1971. In: Militärgeschichtliches Forschungsamt (Editor): Wehrwissenschaftliche Forschungen, Department Militärgeschichtliche Studien, Volume 12. ISBN 3-7646-1552-4. (In German with quotations in French. Title translated to the English language: The "Jeune École" in the French marine. Strategy and policy between 1875 and 1900. Book out of print. Only in scientific libraries.
- Erik J. Dahl: Net-Centric before its time: The Jeune École and Its Lessons for Today  US Naval War College Review, Autumn 2005, Vol. 58, No. 4, 109-135
- 中川務「イギリス駆逐艦建造の歩み」『世界の艦船』第477号、海人社、1994年2月、149-155頁、ISBN 978-4905551478。